# Gertrud van Silezië
Gertrud van Silezië (c.1200 – 30 december 1268) was de jongste dochter van hertog Hendrik I van Silezië en Hedwig van Meranië. Over haar leven is weinig bekend. Zij werd op jonge leeftijd verloofd met de paltsgraaf Otto van Wittelsbach, die in 1208 de Rooms-Duitse koning Filips van Zwaben vermoordde. Zij was van 1218/1228 tot 1268 de tweede abdis van het door haar ouders gestichte cisterciënzerklooster van Trebnitz in Silezië. Mede door haar toedoen werd haar moeder Hedwig in 1267 heilig verklaard.

## Otto van Wittelsbach
Gertud van Silezië was ongeveer acht jaar oud toen zij de huwelijkskandidate werd van Otto van Wittelsbach. Otto was in 1189 zijn vader opgevolgd als paltsgraaf van Beieren. Hij was eerder de huwelijkskandidaat geweest van Beatrix van Zwaben, maar in 1207 had haar vader Filips van Zwaben de huwelijksovereenkomst verbroken omdat hij meer heil zag in een verbintenis van zijn dochter met een neef van paus Innocentius III. Dat zat Otto een jaar later blijkbaar nog zo hoog, dat hij de koning op 21 juni 1208 in Bamberg vermoordde na het huwelijk van Gertruds oom Otto I van Meranië met Beatrix II van Bourgondië, een nichtje van Filips van Zwaben. Otto sloeg na de moord op de vlucht en werd vogelvrij verklaard. Hij werd op 5 maart 1209 in Oberndorf (bij Bad Abbach) opgepakt en ter plaatse door de rijksmaarschalk Hendrik van Pappenheim en Kalden onthoofd.

## Abdis van Trebnitz
Gertrud trad na dit voorval in het klooster. In 1202 hadden Gertruds ouders het cisterciënzerklooster in Trebnitz gesticht. De eerste abdis van het klooster heette Petrissa. Zij was een non die tussen 1180 en 1190 had gezorgd voor de opvoeding van Getruds moeder in het benedictinessenklooster van Kitzingen. In 1218 of 1228 volgde Gertrud haar op als abdis.
Gertruds ouders hadden na de geboorte van hun zevende kind een gelofte van kuisheid gedaan aan bisschop Laurentius van Breslau. Haar vader Hendrik nam daarna een tonsuur en liet zijn baard staan, waardoor hij de bijnaam Hendrik met de baard kreeg. Haar moeder Hedwig verbleef sindsdien regelmatig bij Gertrud in Trebnitz. Nadat Hendrik op 19 maart 1238 in Crossen an der Oder was overleden, betrok Hedwig een eigen woning op het grondgebied van het klooster. Zij werd er geen non, maar leefde wel volgens de strikte regels van de kloosterlingen. Zij overleed er op 13 oktober 1243. Een jaar eerder had zij in haar testament haar weduwgoed Schawoine (nu: Zawonia) aan het klooster vermaakt, met de bepaling dat haar dochter Gertrud bij leven over de inkomsten ervan zou beschikken.

## Familie
Getrud heeft als enige van de zeven kinderen haar beide ouders overleefd. Haar oudere broers Boleslaw en Koenraad en haar zussen Agnes en Sophia zijn in hun tienerjaren overleden. Haar broer Hendrik is rond zijn veertigste op 9 april 1241 gesneuveld in de Slag bij Liegnitz. Drie van Gertruds directe familieleden zijn heilig verklaard:
- Haar moeder Hedwig werd op 26 maart 1267 heilig verklaard door paus Clemens IV. Zij is de patroonheilige van Silezië en Polen. Haar feestdag in de katholieke heiligenkalender is op 16 oktober.
- Haar nicht Elisabeth van Thüringen werd op Pinksteren (27 mei) 1235 door paus Gregorius IX heilig verklaard. Zij is de patrones van Thüringen en Hessen. Haar feestdag in de katholieke kalender is op 17 november.[11]
- Haar schoonzus Agnes van Bohemen is op 12 november 1989 door paus Johannes Paulus II heilig verklaard. Haar feestdag in de katholieke kalender is op 2 maart.[12]